# St. Niklausen OW
| OW ist das Kürzel für den Kanton Obwalden in der Schweiz. Es wird verwendet, um Verwechslungen mit anderen Einträgen des Namens St. Niklausen zu vermeiden. |

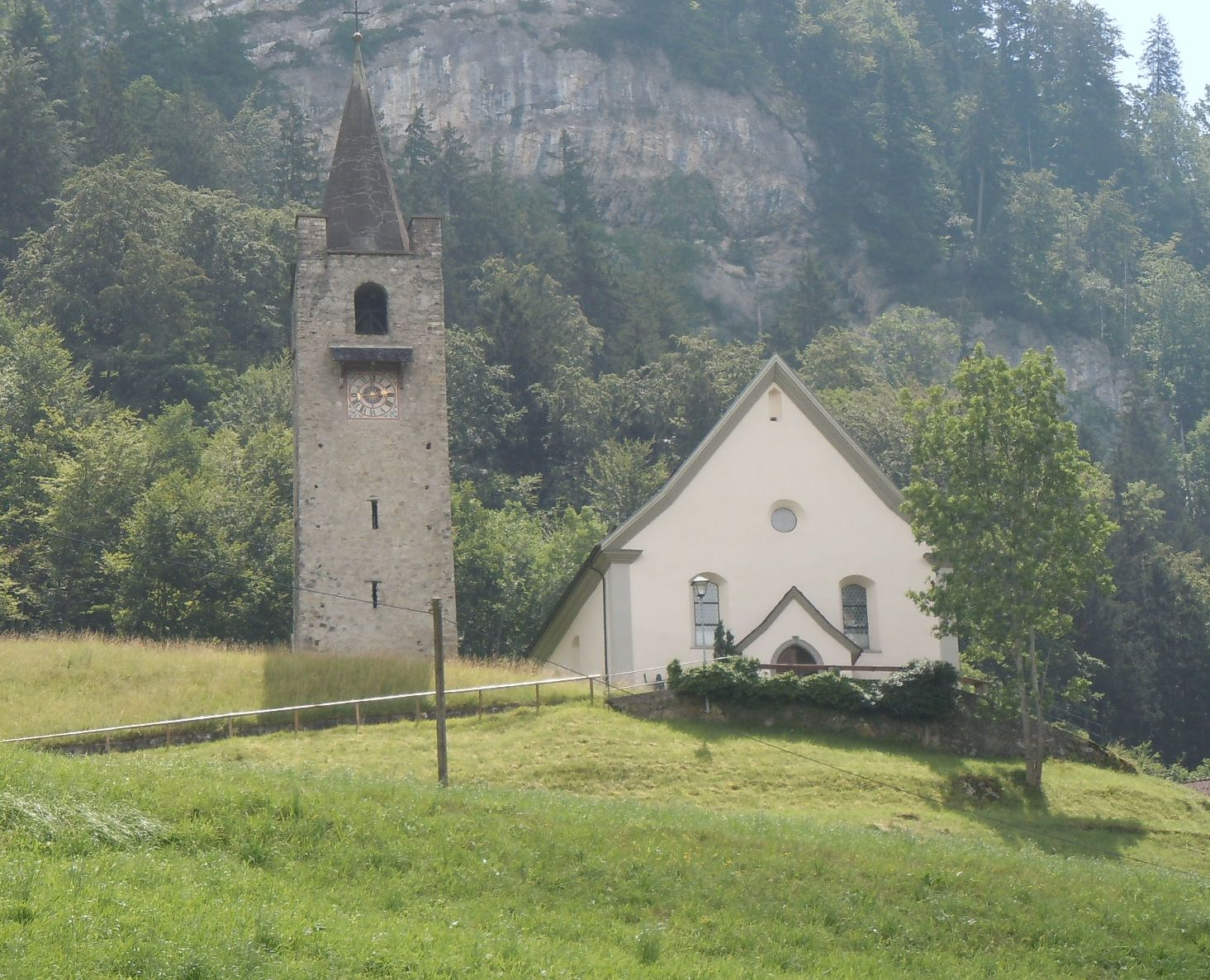
Kapelle von St. Niklausen (14. Jahrhundert)

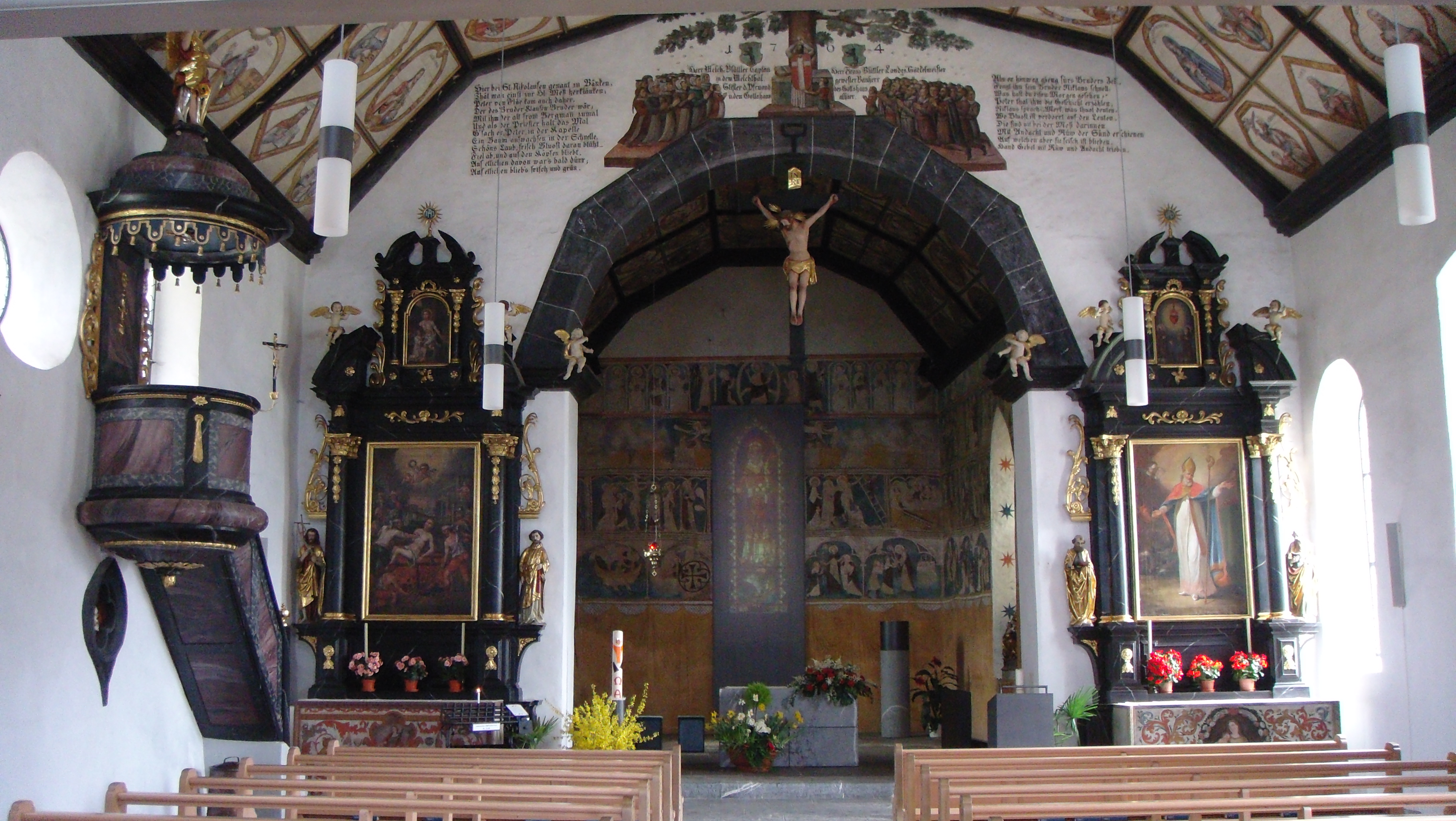
Kapelle (Innenansicht)

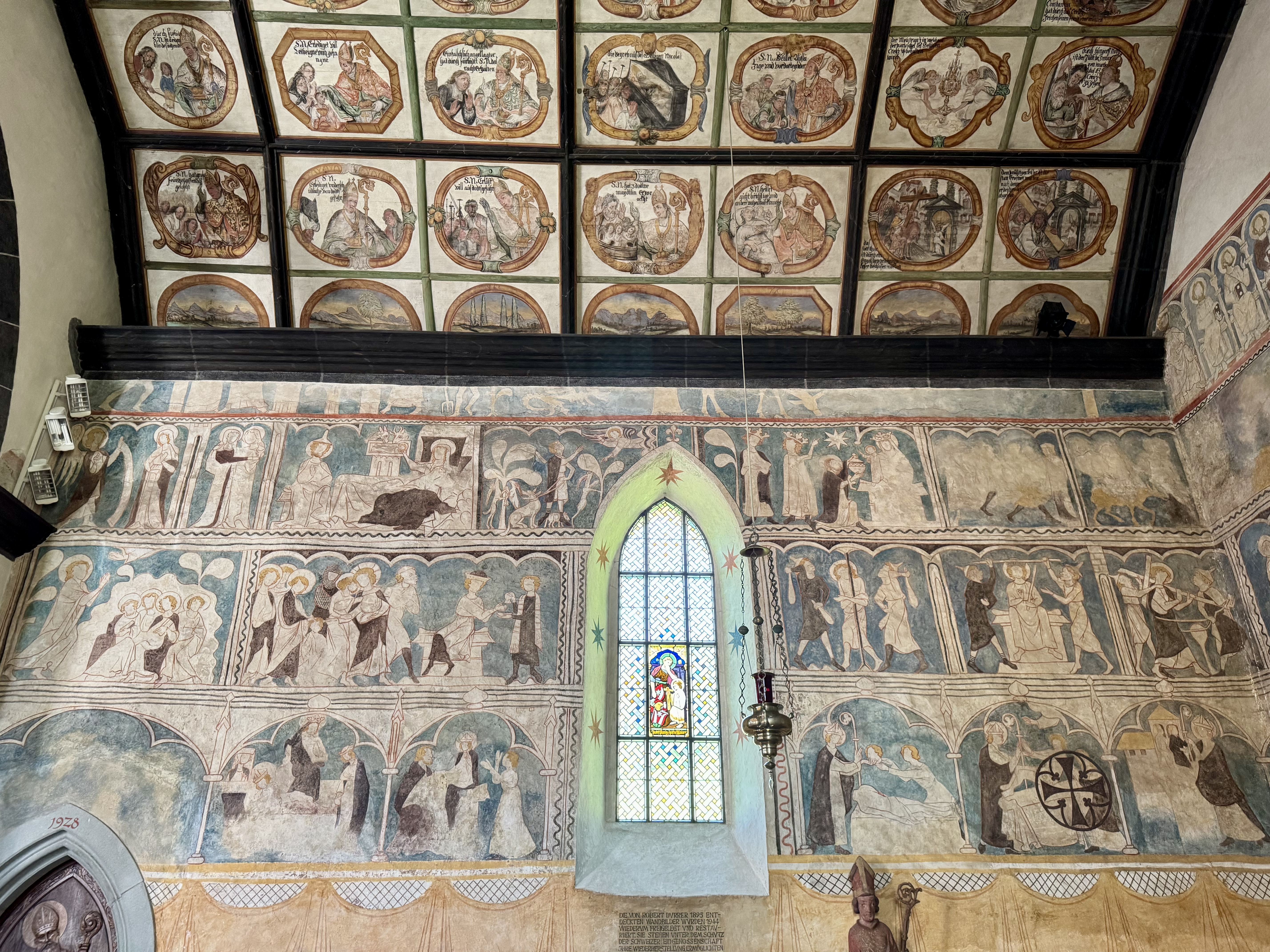
St. Niklausen: spätgotische Wandmalereien und barocke Deckenmalereien im Chor

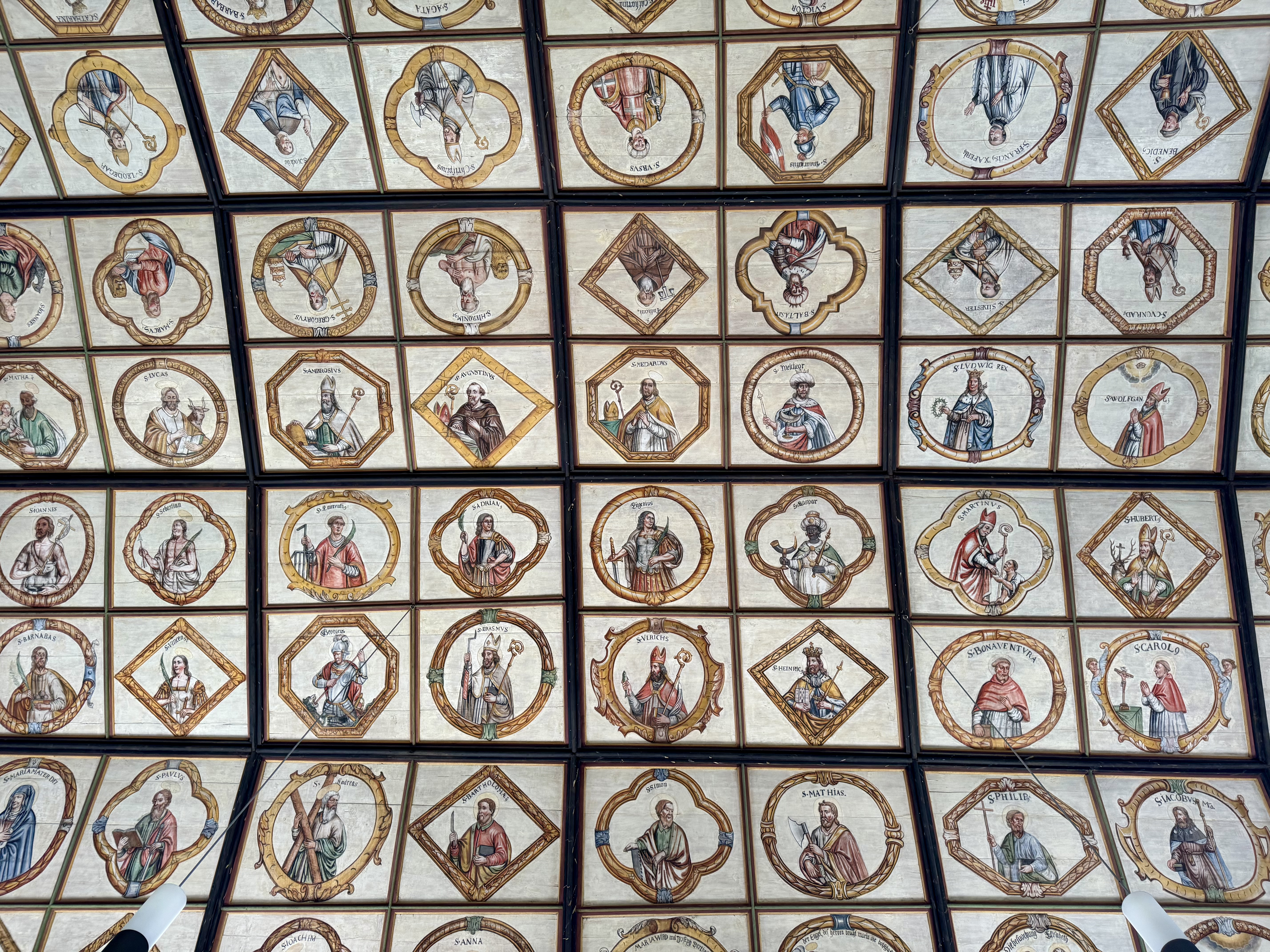
St. Niklausen: Decke der Kapelle mit barocken Malereien von Heiligen

Der Ort St. Niklausen (früher Zuben) ist Teil der politischen Gemeinde Kerns im Kanton Obwalden und hat 320 Einwohner (Stand 31. Dezember 2012).

## Lage
St. Niklausen liegt etwas oberhalb von Kerns auf 800 m ü. M. am Eingang des grossen Melchtals. Vom Ort aus hat man eine gute Rundsicht über den Sarnersee und in die Obwaldner Berge. Der Jakobsweg und der Bruder-Klausen-Weg führen durch den Ort. Es gibt einen Wanderweg in die direkt angrenzende Ranftschlucht, in die sich der Heilige Niklaus von Flüe zurückgezogen hatte. Die Melchtalerstrasse führt von Kerns her durch St. Niklausen und weiter in das Melchtal bis zur Stöckalp, von wo aus mit einer Gondelbahn und im Sommer über eine einspurige Strasse Melchsee-Frutt erreicht werden kann.

## Einrichtungen
Die Kapelle von St. Niklausen liegt am Ortsrand etwas höher gelegen. Sie ist eine Filialkirche der Kirchgemeinde Kerns und wurde 1357 erstmals erwähnt. Der freistehende Glockenturm im savoyischen Stil mit einem Pyramidendach ist weithin sichtbar und stammt wie auch der Chor aus der Erbauungszeit um 1350. Die Kapelle wurde zunächst nur als Chorraum mit im Freien stehenden Bänken benutzt und erst vor Ende des 14. Jahrhunderts mit einem Kirchenschiff ergänzt. Der Chor ist mit einem mittelalterlichen Freskenzyklus von 1370 gestaltet, die Walmdecken sind mit ländlicher Barockmalerei von 1704 geschmückt. Die Kapelle wurde 1995 restauriert. Die Orgel der Kapelle wurde 1950 als Opus 1 vom Orgelbaubetrieb Heinrich Pürro erbaut und 1995 mit einem neuen Gehäuse versehen.
In St. Niklausen befindet sich das Kloster Bethanien, ein Kloster der Dominikanerinnen. Diese betreiben das Gästehaus Bethanien, wo Seminare und Tagungen angeboten werden.
Die Dorfschule nahe bei der Kirche wurde nach einigem Widerstand im Jahr 2008 im Sommer 2010 geschlossen.

## Wirtschaft
In dem Ort gibt es neben landwirtschaftlichen Betrieben unter anderem eine Sägerei, eine Käserei und ein Restaurant mit 13 Gault-Millau-Punkten.

## Persönlichkeiten
- Franz Abart (1769–1863), aus dem Südtirol stammender Bildhauer, lebte und arbeitete in St. Niklausen